# Alijon Mamarasulov
Alijon Mamarasulov (nacido como Alijon Mamashukur Mamarasulov, el 13. de mayo de 1974 en Kzyl Abad, Gulistan, Uzbekistán - 18 de julio del 2020 en Monterrey, México) fue un músico y contrabajista uzbeko.
Fue uno de los grandes contrabajistas de su época en Uzbekistán, conocido en su país como el único virtuoso de su instrumento que realizó una carrera como solista y excelente músico de orquesta, además se desempeñó como empresario fundando una tienda de instrumentos de cuerdas orquestales y accesorios, en Nuevo León, México.

## Distinciones
- Double Bass International Competition, Tashkent (Primer premio, 1992)
- Festival Contemporáneo de música Schnitke (1996)
- National Orchestra of Uzbekistan World Tour (1996)
- Festival de las Artes de Berlín, Alemania (1999)
- Solista con Orquesta de cámara Virtuosi Uzbekistán (1999)
- Bangkok Festival Internacional de las Artes, Tailandia (2000)
- Solista con la Orquesta de Ópera de Uzbekistán (2000 - 2001)
- Solista con Orquesta Sinfónica UANL (2006 - 2017)
- Principal de Contrabajos con los '3 Tenores' (2006)
- Festival Internacional de Música Contemporánea (2007)
- 'Conciertos para la popularización del Contrabajo' Monterrey, México (2008)
- Festival Internacional Cervantino, Guanajuato, México (2010)

- Datos: Q100376009